# Asinara

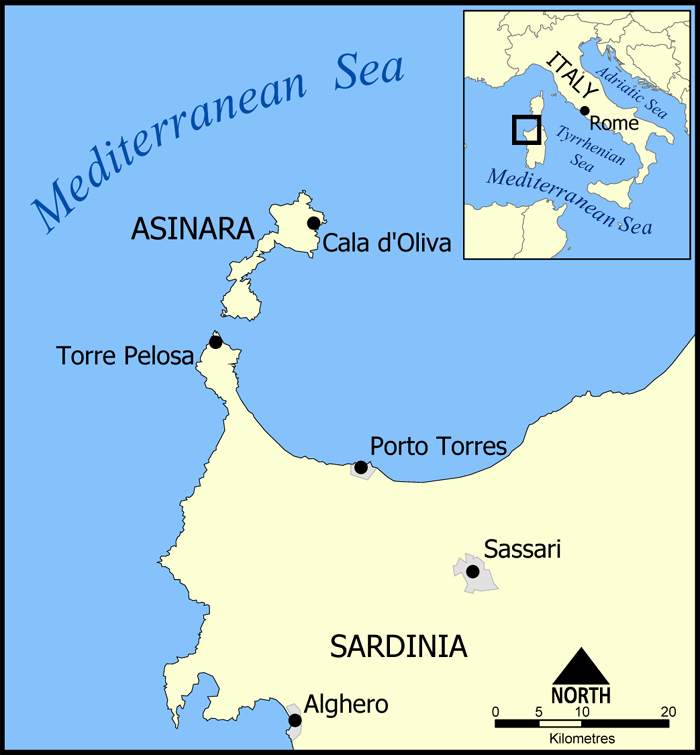
Asinara fica a noroeste da Sardenha

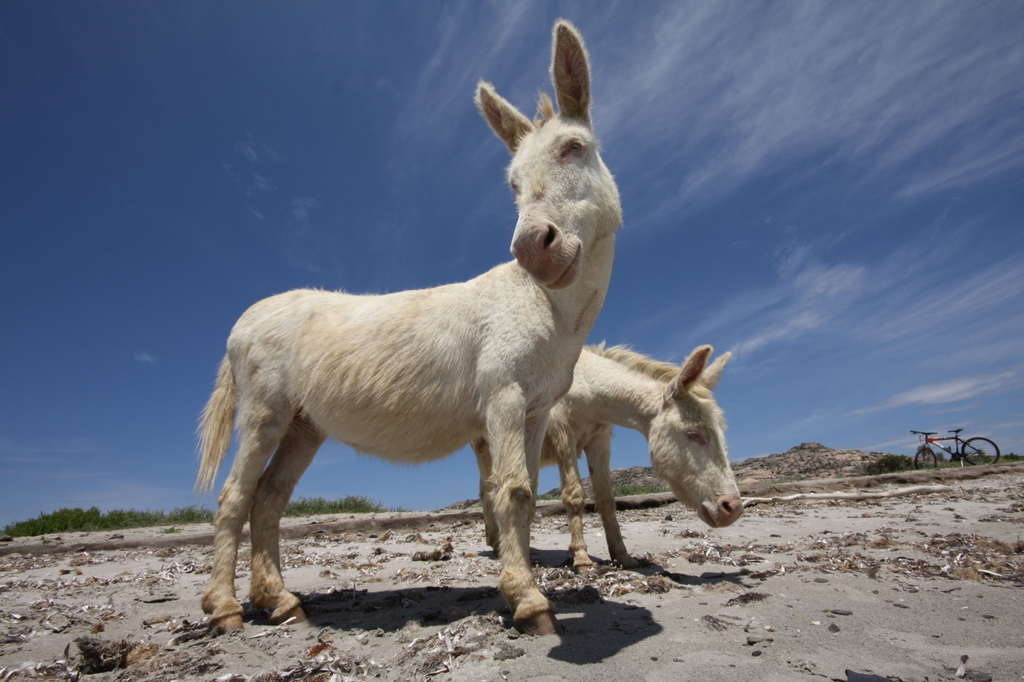
Burros albinos da ilha

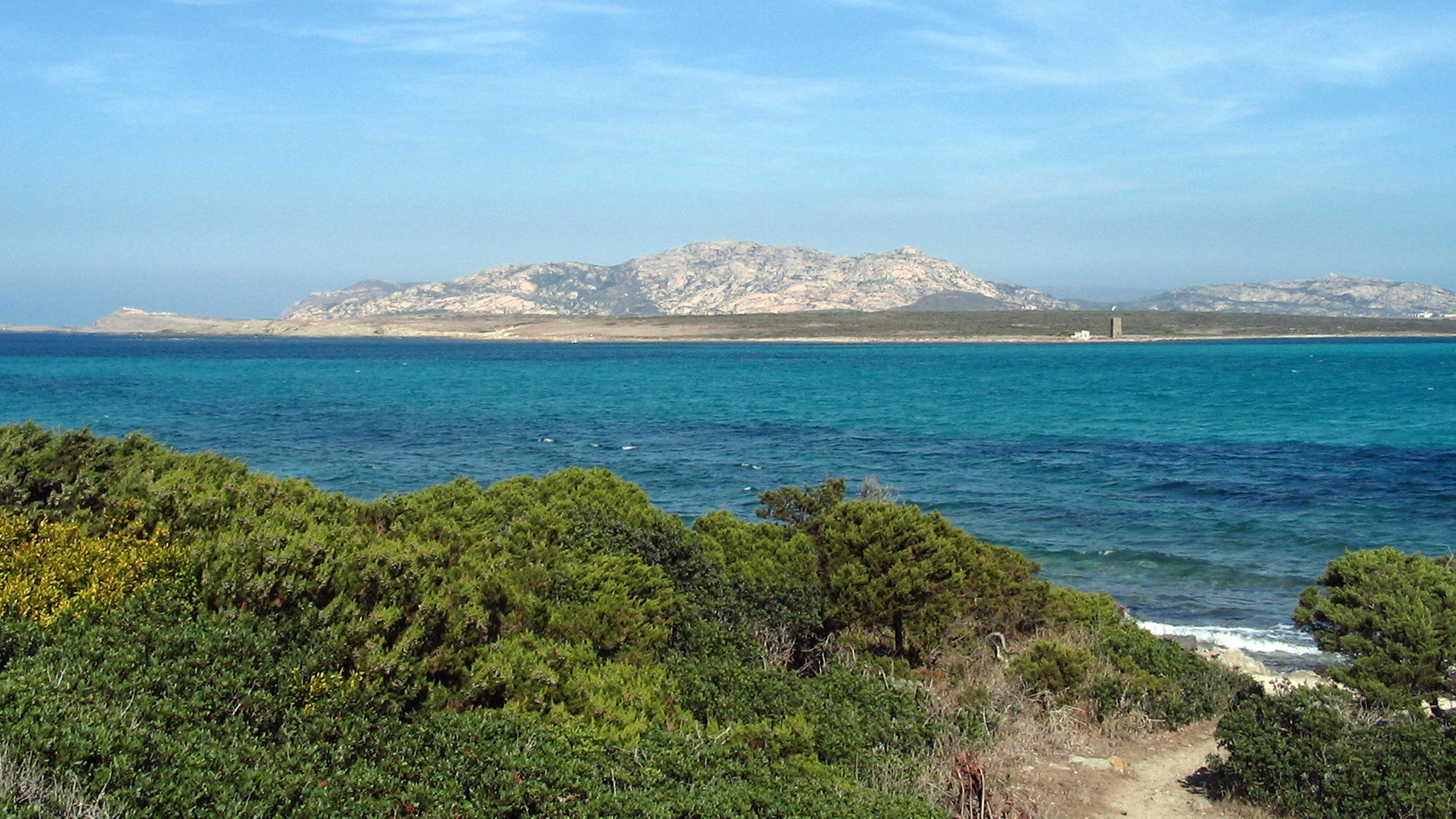
Asinara vista da costa sarda

Asinara é uma ilha italiana ao largo da ponta noroeste da Sardenha, com 51 km² de área, e relevo acidentado. Tem cerca de 700 habitantes. É um dos parques nacionais italianos e é conhecida por ter uma população de asnos albinos, de onde provém o seu nome. 

## História
Asinara abrigou um campo de prisioneiros austro-húngaros durante a Primeira Guerra Mundial. 5000 morreram durante o encarceramento, que também serviu de prisão para a nobreza etíope durante a ocupação italiana deste país entre 1936 e 1941. 
Na década de 1970, a prisão foi transformada em presídio de alta segurança. É onde estão presos alguns membros da Mafia e  terroristas. O chefe da Mafia Totò Riina esteve preso em Asinara durante algum tempo.

## Geografia
Com 17,4 km de comprimento por largura entre 290 m em Cala di Sgombro e 6,4 km na parte norte, apresenta 110 km de costas. O ponto mais alto, Punta della Scomunica, atinge os 402 m. A ilha é formada por quatro secções montanhosas ligadas por um estreito cinturão costeiro. A costa ocidental é ventosa, abrupta e rochosa. 
A sul, a pequena ilha Piana separa-a da península de Stintino, no noroeste da Sardenha. O conjunto fecha a baía de Asinara a oeste, apenas aberta por duas estreitas passagens, pouco profundas, entre Piana e a península e Piana e Asinara, com menos de 600 m.  
Administrativamente a ilha está ligada à comuna sarda de Porto Torres.